# Austroagrion exclamationis
Austroagrion exclamationis là loài chuồn chuồn trong họ Coenagrionidae. Loài này được Campion mô tả khoa học đầu tiên năm 1915.